# 浅香社
浅香社（あさかしゃ）は、落合直文が1893年（明治26年）に結成して主催した短歌結社。名称は、直文が住んだ東京の浅嘉町（現・文京区本駒込3-6-9）に由来する。
直文は東京大学を中退後、第一高等中学校や東京専門学校（現・早稲田大学）などで教鞭をとりながら、国学の研究を行い、浅嘉町に移り住んだ。浅香社には与謝野鉄幹、金子薫園、尾上柴舟、鮎貝槐園（直文の実弟）など集まり、短歌の改革に尽力した。ここから、新詩社（鉄幹）いかづち会（柴舟）などの新たな運動が起こり、発展していった。その後、門流から、与謝野晶子、石川啄木、北原白秋などが輩出し、浪漫的短歌の源流となった。
直文は明治の新時代に古来の和歌が一般人には難しいことから、平易な言葉で作歌できるようにし、また貴族、老人のものであった和歌を若い人でも作歌できるように努めた。また直文は門弟にはまねすることなく、個性をとても大事にした。
浅香社は明治33年頃に自然消滅したが、前年の11月に支社として創設された東京新詩社にその伝統は引き継がれていく。